# Ermanno Loevinson
Ermanno Loevinson (eigentlich Hermann Lövinson, geboren 3. Juni 1863 in Berlin; gestorben 23. Oktober 1943 im KZ Auschwitz) war ein deutsch-italienischer Historiker und Archivar, der in Italien arbeitete. 

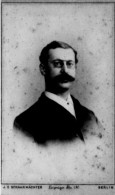
Hermann Lövinson

## Leben
Hermann Lövinson war eines von acht Kindern des Kaufmanns Salomon Lövinson und der Rosalia Hirschberg. Er studierte Geschichte in Berlin und ging nach der Promotion nach Italien, wo er von 1895 bis 1920 im Italienischen Staatsarchiv in Rom als Archivar arbeitete. Im Jahr 1891 erhielt er die kleine italienische Staatsbürgerschaft und 1898 die große. Er wurde 1927 Archivdirektor in Parma und schließlich von 1930 bis 1934 in Bologna, wo er ab 1932 auch als Hochschullehrer an der Universität Bologna wirkte. Er erhielt den Orden der Krone von Italien (Komtur) und wurde Mitglied im Ritterorden der hl. Mauritius und Lazarus (Ritter). Er war zwischen 1931 und 1934 Vizepräsident der Commissione Araldica Regionale Romagnola. 
Loevinson lebte danach wieder in Rom. Er wurde in der am 16. Oktober 1943 von Herbert Kappler organisierten Razzia im Römischen Ghetto festgenommen und am 18. Oktober 1943 mit seiner Frau Wally Bütow und dem 1921 in Berlin geborenen Sohn Sigismondo in das KZ Auschwitz deportiert, wo sie ermordet wurden. Die 1911 geborene Tochter Ruth Loevinson Tatti entkam der Judenverfolgung in Italien.
Seine Schwester Johanna Meyer-Lövinson (1874–1957) war eine Rundfunkpionierin in Deutschland, sie emigrierte in der Zeit des Nationalsozialismus aus Deutschland in die USA.

## Schriften (Auswahl)
- Beiträge zur Verfassungsgeschichte der westfälischen Reichsstiftsstädte. Paderborn: Schöningh, 1889 (Berlin, Univ., Diss., 1888)
- Die Mindensche Chronik des Busso Watensted, eine Fälschung Paullinis. Paderborn: Schöningh, 1890
- Cristoforo Colombo nella letteratura tedesca. Turin, Rom: E. Loescher, 1893
- Giuseppe Garibaldi e la sua legione nello Stato romano 1848–49. 3 Bände. Rom: Società editrice Dante Alighieri, 1902–07
- Ermanno Loevinson: Die Juden Italiens. In: Ost und West, Dezember 1912, Sp. 1119–1128; Februar 1913, Sp. 241–250
- Il cimitero degli antichi ebrei sulla via Portuense. 1919
- Il matrimonio di C. A. Vecchj. Aquila: Vecchioni, 1921
- mit Bernhard Schmeidler, Konrad Haebler: Handbuch der Staatengeschichte. Teil: Abt. 1., Europa / Abschn. 1, 2, 3., Italien, Spanien-Portugal. Berlin: Vossische Buchhandlung, 1922
- Roma Israelitica: Wanderungen eines Juden durch die Kunststätten Roms. Frankfurt am Main: Kauffmann, 1927